# I See Seaweed
I See Seaweed è il quinto album in studio della band australiana The Drones, pubblicato a marzo 2013. L'album ha segnato la prima apparizione di Steve Hesketh sulle tastiere (rendendo quindi la band un quintetto) e l'ultima apparizione del batterista Mike Noga. Registrato in una "classe smontabile degli anni '60", la musica dell'album è più dinamica, più scura ed "espansiva" rispetto agli album precedenti, mentre i testi poetici di Liddiard erano considerati più "universale" nella sua esplorazione di argomenti come il cambiamento climatico, il libero arbitrio, la politica conservatrice, le questioni socioeconomiche, l'esistenzialismo e la condizione umana in generale. La canzone How to See Through Fog è stata pubblicata come unico singolo dell'album all'inizio del 2013.
Registrato dalla band in modo indipendente, l'album è stato co-distribuito attraverso Waterfront Records. È stato rilasciato con grande successo di critica dalla stampa australiana , superando un centinaio di elenchi di fine anno dei critici musicali. Divenne anche il loro primo album a entrare nella top 20 della classifica australiana ARIA. La sua accoglienza fuori dall'Australia, nonostante fosse scarsa, era di natura molto positiva ed è stata elogiata da scrittori e critici negli anni successivi alla sua uscita. L'album ha ricevuto numerose nomination, e delle sue tracce sono state prodotte cover da Kirin J. Callinan.
Nel 2013, l'album è stato nominato per un "J Award" determinato dalla stazione radio alternativa nazionale Triple J. I See Seaweed è stato anche nominato ai premi ARIA del 2013 per il Rock Album of the Year.
L'album ha ricevuto il plauso di una varietà di fonti sia all'interno che fuori del suo paese natale. Oltre 100 scrittori del sito Web The Music hanno classificato l'album al primo posto nella loro lista dei "20 migliori album australiani del 2013". La rivista Stereo Embers lo ha incluso nella loro lista dei 100 migliori album pubblicati tra il 2010 e il 2014.

## Tracce
1. I See Seaweed – 8:34
2. How to See Through Fog – 4:12
3. They'll Kill You – 6:06
4. A Moat You Can Stand In – 4:23
5. Nine Eyes – 7:12
6. The Grey Leader – 6:15
7. Laika – 6:20
8. Why Write a Letter You'll Never Send – 9:17